# 풍리이
풍리이(중국어 정체자: 馮俐頤, 병음: Féng Lìyí 펑리이[*], , 1988년 8월 12일 ~ )은 홍콩의 배우이자 모델이다.